# Flavius Taurus (consul en 361)
Pour les articles homonymes, voir Flavius Taurus et Taurus.
Ne doit pas être confondu avec Flavius Taurus (consul en 428).
Flavius Taurus est un homme politique romain du IVe siècle. Ancien préfet du prétoire d'Italie, il est nommé consul en 361 par l'empereur Constance II, avant de tomber en disgrâce après l'accession à la pourpre de l'empereur Julien.

## Biographie

### Famille
Taurus est issu d'une famille de condition modeste. Il a trois enfants, Armonius, assassiné par Arbogast vers 391 selon Jean d'Antioche, Eutychianus, préfet du prétoire d'Orient et consul en 398, et Aurelianus, préfet du prétoire d'Orient et consul en 400.

### Carrière politique
Taurus commence sa carrière comme notaire au sein de l'administration impériale. Il est nommé préfet du prétoire d'Italie de 355 à 361 par Constance II, qui lui confère le titre de patrice et lui donne l'ordre de surveiller les évêques réunis lors du concile de Rimini. Le 1er décembre 356, il reçoit un ordre écrit de l'empereur que les temples soient désormais fermés dans tous les lieux et toutes les villes.
Il est nommé consul en 361 avec Florentius. L'année de son consulat, le César Julien, stationné en Gaule, est proclamé Auguste par ses troupes et se dirige vers l'Orient pour affronter l'Auguste Constance II. Lorsque la nouvelle que Julien a franchi les Alpes arrive à Rome, les consuls Taurus et Florentius, qui soutenaient Constance, quittent la ville ; Julien les fait indiquer dans des documents comme consuls fugitifs,.
Après la mort de Constance II et l'accession au pouvoir de Julien, Taurus et Florentius sont jugés pour leur fuite par le tribunal réuni à Chalcédoine en 362 et présidé de fait par Arbitio. Tandis que Florentius, qui avait refusé de présenter devant le tribunal, est condamné à mort par contumace, Taurus est envoyé en exil à Verceil.
Selon une inscription retrouvée sur le forum de Trajan à Rome, Taurus est réhabilité sous les règnes des empereurs Valentinien Ier et Valens.